# Estadio Francisco Urbano
El Estadio Francisco Urbano fue un estadio de fútbol en el que Deportivo Morón hizo las veces de local desde 1956 a 2013. Estaba situado entre las calles Almirante Brown y La Roche, en la ciudad de Morón, provincia de Buenos Aires, Argentina.
Fue inaugurado el 21 de abril de 1956, en él jugó en condición de local el Club Deportivo Morón por 57 años de manera seguida. Tenía en su totalidad tres tribunas: dos populares y una platea.
Actualmente en el lugar se encuentra un centro comercial.
Desde el año 2013, el Club Deportivo Morón utiliza el Estadio Nuevo Francisco Urbano.

## Historia

### Fundación y Remodelaciones
Los terrenos de 2,5 hectáreas fueron conseguidos bajo la presidencia de Lorenzo Capelli en 1955. En 1956 comenzó la construcción de la primera tribuna de madera con tablones del viejo estadio de Ferro.
El 20 de abril de 1957 se inauguró el primer tramo de la tribuna. Ese día venció 5 a 0 a Los Andes por la primera fecha del torneo Segunda de Ascenso. Aunque la obra terminada tenía capacidad para albergar a 1.500 personas, en 1958 se inauguró el segundo tramo, sobre la calle Humberto Primo, que aumentaría la capacidad a 5.000 simpatizantes. A fines de 1960 se comenzó la construcción de tribunas y plateas de cemento, bajo la presidencia de Francisco Urbano. El 9 de julio de 1961, en un encuentro amistoso frente a Atlanta, se inauguró el Estadio Francisco Urbano, con tribunas de cemento con capacidad para 10 000 personas. El primer encuentro oficial fue el 22 de julio de ese año, y Deportivo Morón venció por 5 a 1 a Defensores de Belgrano. El 16 de mayo de 1964 se inauguró tribuna popular de cemento tras el arco que daba a las vías del ferrocarril. Asimismo, en 1967 se inauguró en el club la primera pileta olímpica del Oeste.
El 30 de diciembre de 1968 se inauguraron las torres de iluminación artificial del estadio, en un encuentro amistoso frente a Boca Juniors. El 21 de mayo de 1969 queda concluida la tribuna de cemento sobre la calle Almirante Brown. Ya en 2004, bajo la presidencia de Alberto Meyer, se instaló un sistema de riego artificial sobre el campo de juego. Además, se encuentran las canchas de fútbol 5, y un gimnasio cubierto con canchas de distintos deportes como baloncesto, balonmano y voleibol.
En 2007 la Secretaría de Planificación Estratégica e Infraestructura Urbana del Municipio de Morón y el Consejo Asesor propuso el traslado del estadio, el cual fue aprobado por los socios en diversas asambleas y puesto en marcha a principios de 2012.
En abril del 2012 tras un sorprendente tormenta que azotó la zona, el estadio del Club Deportivo Morón sufrió daños en distintas instalaciones (destrucción completa del microestadio y gimnasio, caída de torres de iluminación, carteles destrozados, etc.). Debido a la construcción del Nuevo Francisco Urbano no se reparó el techo del microestadio, pero se colocaron 2 nuevas torres de iluminación. EL 26 de mayo de 2013 se disputó el último encuentro. El 26 de julio de ese año quedó inaugurado el Estadio Nuevo Francisco Urbano y los terrenos del Viejo Urbano fueron utilizados por  Coto

## Datos
- Estaba ubicado en: calle Almirante Brown 1211, en la localidad bonaerense de Morón.

- Como llegar: Se accedía al estadio en colectivo mediante  las líneas 1, 97, 136, 153, 163, 166, 174, 236, 238, 242, 244, 253, 269, 298, 302, 303, 317, 320, 322, 336, 338, 386, 390, 392, 395, 441, 443, 635, 461, 462, 464. En tren a través del Ferrocarril Sarmiento hasta la estación Morón, el estadio se encontraba a 5 cuadras.